# Cryptocephalus saudiensis
Cryptocephalus saudiensis – gatunek chrząszcza z rodziny stonkowatych i podrodziny Cryptocephalinae.
Gatunek ten został opisany w 1983 roku przez Igora Łopatina.
Chrząszcz endemiczny dla Arabii Saudyjskiej.